# Lauchlan MacLean
Lauchlan (II.) MacLean (* 21. Juli 1805 in Danzig; † 7. Mai 1879 in Berlin) war ein deutscher Verwaltungs- und Ministerialbeamter und Parlamentarier.

## Leben
Lauchlan (II.) MacLean war der Sohn von Lauchlan (I.) MacLean (* 22. Dezember 1768, † 1832) und von Marie Dorothea MacLean geb. Beerbohm (* 25. August 1769 in Bernsteinbruch, † 26. Januar 1834 in Prökuls; sie war seit dem 17. Januar 1788 mit Archibalds älterem Bruder John verheiratet, 1799 verwitwet). Sein Großvater Archibald MacLean (* 1736 in Grishipoll, Isle of Coll, † 15. Oktober 1810 in Königsberg i. Pr.), ein schottischer Kaufmann, war 1753 nach Danzig eingewandert. Er hatte zwei Schwestern, Mathilde (* 25. Juni 1801 in Danzig, † 1846 zu Lichtenhagen b. Königsberg) und Helene verh. Hoene (* 26. Dezember 1803 in Charlottenburg, † 1868 in Danzig).
Lauchlan besuchte das Conradinum in Jenkau und das Gymnasium in Schulpforta. Ab 1823 studierte er Philologie, Philosophie und Rechtswissenschaft an der Georg-August-Universität Göttingen. 1824 wurde er Mitglied des Corps Borussia Göttingen. Nach dem Studium trat er in den preußischen Staatsdienst ein. 1835 wurde er Regierungsassessor in Posen und 1836 Regierungsrat in Erfurt. Nachdem MacLean eine kurze Tätigkeit beim Konsistorium in Magdeburg ausgeübt hatte, wurde er 1843 Hilfsarbeiter beim Preußischen Staatsrat. Ein Jahr später wechselte er in das preußische Handelsministerium, wo er als Regierungsrat, Oberregierungsrat und zuletzt Ministerialdirektor der Abteilung für öffentliche Bauten tätig war.
1850–1855 saß MacLean im Preußischen Abgeordnetenhaus, 1850–1852 als Abgeordneter des Wahlkreises Gumbinnen 1 in der Fraktion des Centrums und 1852–1855 als fraktionsloser Abgeordneter des Wahlkreises Königsberg 1.
Von 1864 bis 1877 war er Vorsitzender des Clubs von Berlin und 1874–1879 Zwingherr der Gesetzlosen Gesellschaft zu Berlin.
Lauchlan II. war mit Auguste Emilie MacLean geb. Guenther (* 16. Mai 1813 in Berlin, † 17. Juni 1848 ebd.) verheiratet. Er hinterließ drei Kinder: Marie (* 16. April 1837 in Erfurt, verheiratet am 18. März 1862 mit Ernst Heim, † ?), Helene (* 18. August 1839 in Erfurt, † 18. August 1910 unverheiratet in Berlin) sowie Lauchlan (III.) MacLean, (* 29. Juli 1841 zu Erfurt, † Juli 1906 in Rostock), verheiratet am 27. Juli 1869 mit Minette MacLean geb. Küstner. Er ist der Urgroßvater von Harry MacLean.

## Auszeichnungen
- Charakter als Geh. Regierungsrat
- Charakter als Wirkl. Geh. Oberregierungsrat